# Gran Premio Industria e Commercio di Prato 2008
Il Gran Premio Industria e Commercio di Prato 2008, sessantatreesima edizione della corsa e valida come evento dell'UCI Europe Tour 2008, si svolse il 21 settembre 2008, per un percorso totale di 178,6 km. Fu vinto dall'ucraino Mychajlo Chalilov che giunse al traguardo con il tempo di 4h09'04" alla media di 43,025 km/h.
Partenza con 131 ciclisti, dei quali 78 portarono a termine il percorso.

## Ordine d'arrivo (Top 10)
| Pos. | Corridore             | Squadra       | Tempo    |
| ---- | --------------------- | ------------- | -------- |
| 1    | Mychajlo Chalilov     | Cer. Flaminia | 4h09'04" |
| 2    | Marco Frapporti       | CSF Group     | s.t.     |
| 3    | Volodymyr Zahorodnij  | NGC Medical   | s.t.     |
| 4    | Francesco Ginanni     | Diquigiovanni | s.t.     |
| 5    | Raffaele Ferrara      | LPR Brakes    | s.t.     |
| 6    | Francesco Failli      | Acqua & Sap.  | s.t.     |
| 7    | Gerhard Trampusch     | ELK Haus      | s.t.     |
| 8    | Vincenzo Nibali       | Liquigas      | s.t.     |
| 9    | Aleksej Ščebelin      | Cinelli-OPD   | s.t.     |
| 10   | Christian Pfannberger | Barloworld    | s.t.     |